# Mercedes Neuschäfer-Carlón
Mercedes Neuschäfer-Carlón (Oviedo, 12 de julio de 1929 - Berlín, 21 de abril de 2024) fue una escritora española afincada en Alemania. Tras su nacimiento en Oviedo fue bautizada como María Mercedes Carlón Sánchez, pero al casarse en 1958 con Hans-Jörg Neuschäfer, tuvo que anteponer a su propio apellido el de su marido, como entonces mandaba la ley en Alemania.

## Biografía
Cursó el bachillerato en Gijón y ganó, con diecisiete años, por oposición una plaza en el Ministerio de Hacienda (cuerpo de contabilidad del Estado). Estudió en la facultad de Filosofía y Letras de la Universidad de Oviedo, licenciándose en la Universidad de Madrid (1957). 
Desde 1958 era residente permanente en Alemania. En la Universidad de Giessen ejerció como profesora de español, actividad que abandonó para dedicarse a la enseñanza de hijos de emigrantes españoles en Saarland y Tréveris. De esta experiencia docente se deriva su creación narrativa que tiene por protagonistas y destinatarios a los niños y jóvenes. Sin embargo La acera rota y La primavera no reía que en parte narran las vivencias de la propia autora durante la Guerra Civil y la Postguerra, se dirigen a adultos y a jóvenes a partir de los catorce años.

## Obra
- Una fotografía mal hecha (Finalista Premio Lazarillo 1974).- Barcelona (La Gaya Ciencia) 1976; Madrid (Rialp) 1990; trad. al euskera: San Sebastián (Elkar) 1992
- Das Geheimnis der verlassenen Hütte.- Stuttgart (Spektrum) 1979
- La cabaña abandonada.- Madrid (Alfaguara) 1981
- Tarde de cuentos.- León (Everest) 1984
- Berland, la ciudad escondida.- Valladolid (Miñón) 1985; Madrid (Susaeta) 1989; Medellín, Colombia (Edilux) 1993
- La acera rota.- Barcelona (La Gaya Ciencia) 1986; Madrid (Mondadori) 1990; Oviedo (GEA) 1995; Vigo (Ediciones Cardeñoso) 2011
- Los dos castillos.- León (Everest) 1987
- Juego con el miedo.- Madrid (Júcar) 1987
- Antonio en el país del silencio.- León (Everest) 1988; Boston (Houghton Mifflin) 1997
- Mefi, Sata y Monio.- Barcelona (Lumen) 1988; Sevilla (Kalandraka) 2011; trad. al galego con el título de "Mefi, Sata e Demi", Pontevedra (Kalandraka) 2011
- Violín y guitarra.- Madrid (Rialp) 1989; trad. al francés: París (Kid pocket) 1996; al alemán: München (Lentz) 1999.
- Erster Schultag [Primer día de escuela].-Lebach (Hempel) 1991
- Max y Moritz. Traducción y recreación de varias historias de Wilhelm Busch.- Madrid (Anaya) 1991.
- En la guarida secreta.- Madrid (Susaeta) 1992; Madrid (Alfaguara) 2000
- El yate blanco.- Madrid (Rialp) 1992
- Tras los muros.- Barcelona (Grijalbo/Mondadori) 1995; Barcelona (Círculo de lectores) 1997; trad. al alemán: München (Lentz) 1997
- Die verlorene Mama [La mamá perdida].- Berlín (Wolfgang Mann) 1997
- Dani y Dino.- León (Everest) 1999
- Der blaue Umhang [La capa azul].- Berlín (Wolfgang Mann) 1999
- Piraten haben keinen Schnuller [Piratas no tienen chupete].- Berlín (Wolfgang Mann) 2000
- Plumbito no quiere crecer.- Madrid (SM) 2001
- Tras los muros. El fantasma Adalberto.- Madrid (Alfaguara) 2002
- Draki, el pequeño dragón.- León (Everest) 2004
- La primavera no reía.- Oviedo (Madú) 2005
- Omar y la ciudad escondida.- Madrid (Palabra) 2006
- Antonio en el país del silencio.- SEP México 2006 (edición especial para todas las bibliotecas y escuelas del país).
- Max y Moritz y otras historias de Wilhelm Busch. Traducción y apéndice de M.N.-C..- Madrid (Ediciones de la Torre) 2007
- Veraneo en Santíbal.- Madrid (Palabra) 2007
- Un tanto para Plumbito.- Madrid (SM) 2009
- Mefi, Sata y Monio.- Sevilla (Kalandraka) 2011
- Mefi, Sata e Demi.- (gallego), Pontevedra (Kalandraka) 2011
- La acera rota.- (traducción al ucraniano), Kiev (Vsevit) 2012
- Fortuny 53, Residencia de señoritas.- Madrid (Vitruvio) 2013
- La acera rota.- (con estudio y aclaraciones en alemán), Stuttgart (Reclam) 2014

## Otras publicaciones
- Literatura española. De las Jarchas al siglo XXI. Antología comentada.- Stuttgart (Reclam) 2006
- Colaboraciones en la prensa (ABC; Norte de Castilla; La Nueva España; El Correo de Asturias) y en revistas de crítica literaria (“Cuadernos del Norte” [España], “Tranvía” e “Hispanorama” [Alemania])

## Películas basadas en originales de M.N.-C.
- Rio de Oro. Der Goldene Fluß (película juvenil).- ZDF (Segunda cadena de la televisión estatal alemana) 1988
- Der Apfel [La manzana].- ZDF (Segunda cadena de la televisión estatal alemana) 1989.

## Distinciones
- Tiene el premio AMADE (Asociación mundial de amigos de los niños) 1976.
- Está en la lista de honor de la CCEI
- Gran parte de sus libros han sido escogidos como “White ravens” por la Biblioteca Internacional de la Juventud de Múnich. Fragmentos de ellos están en Antologías y libros de Enseñanza.